# (184) Deyopea
(184) Deyopea es un asteroide perteneciente al cinturón de asteroides descubierto el 28 de febrero de 1878 por Johann Palisa desde el observatorio de Pula, Croacia.
Está nombrado por Deyopea, quien, en la Eneida, fue prometida para Eolo de manos de Juno, según la mitología griega.